# Hyblaeus Fossae
Hyblaeus Fossae és una estructura geològica del tipus fossa a la superfície de Mart, situada amb el sistema de coordenades planetocèntriques a 22.94 ° de latitud N i 140.31 ° de longitud E. Fa 375 km de diàmetre. El nom va ser fet oficial per la UAI l'any 1985 i pren el nom d'una característica d'albedo.